# Deschampsia chapmanii
Deschampsia chapmanii är en gräsart som beskrevs av Donald Petrie. Deschampsia chapmanii ingår i släktet tåtlar, och familjen gräs. Inga underarter finns listade i Catalogue of Life.